# Кутан, Амабль Поль

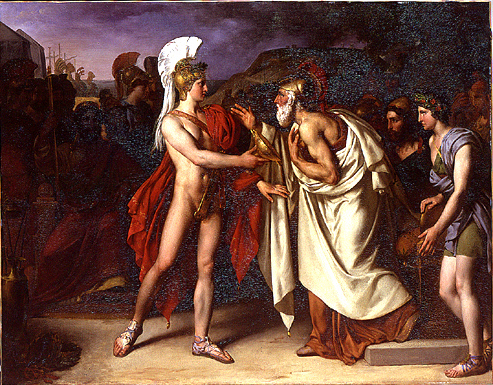
Ахиллес вручает Нестору приз за мудрость. Римская премия 1820 года. Музей Высшей школы изящных искусств, Париж.

Амабль Поль Кутан (фр. Amable-Paul Coutan; 13 декабря 1792, Париж — 1837, там же) — французский художник.
Уроженец Парижа. Учился живописи у Антуана-Жана Гро. В 1820 году получил Рисмкую премию за программу «Ахиллес вручает Нестору приз за мудрость». По условиям премии, уехал в Италию за казённый счёт, и прожил там несколько лет.
По возвращении в Париж, успешно работал, создавая портреты, мифологические и жанровые сцены. Участвовал в украшении интерьеров парижской церкви Нотр-Дам-де-Лорет.
Скончался в Париже.

## Галерея

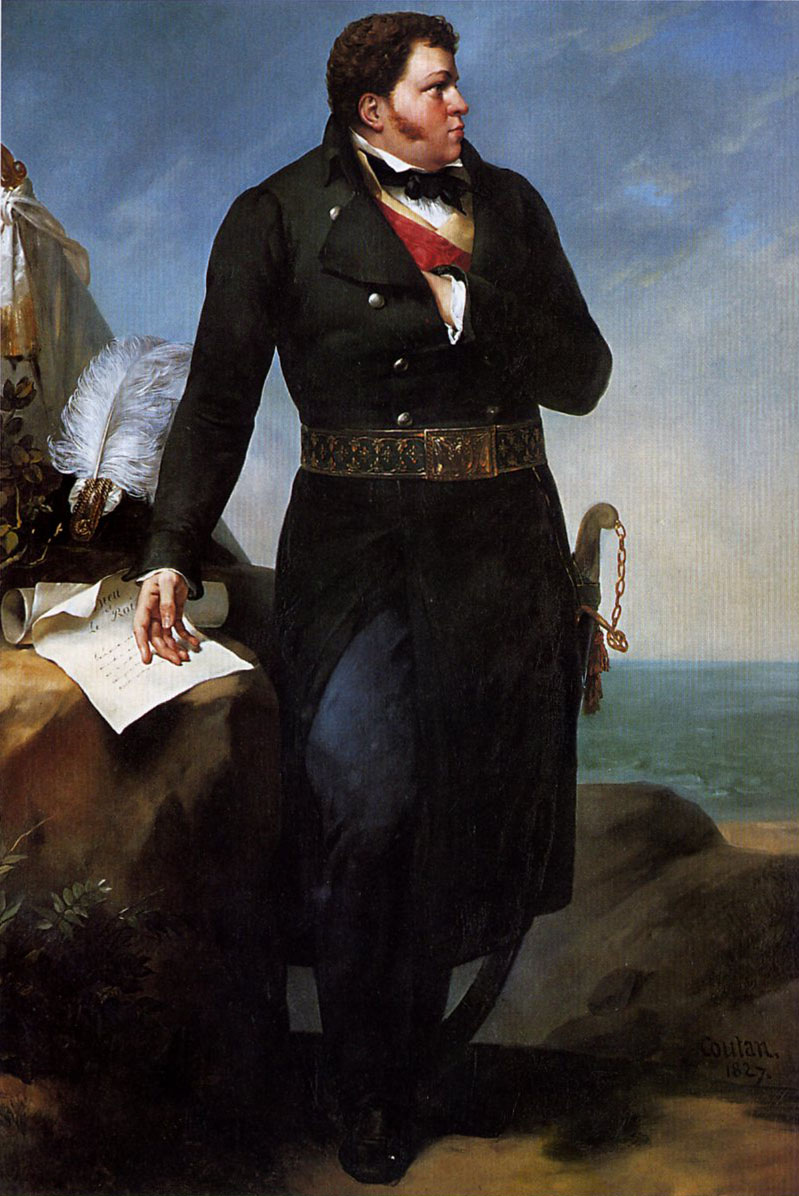
Портрет шуана Жоржа Кадудаля, 1827,  (1827), Музей истории и искусств Шоле.
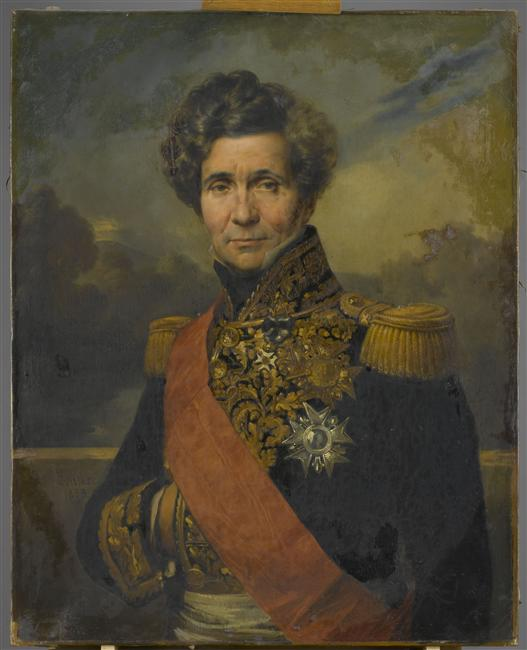
Портрет генерала Луи Франсуа Кутара (фр.), 1833, Музей армии, Париж.
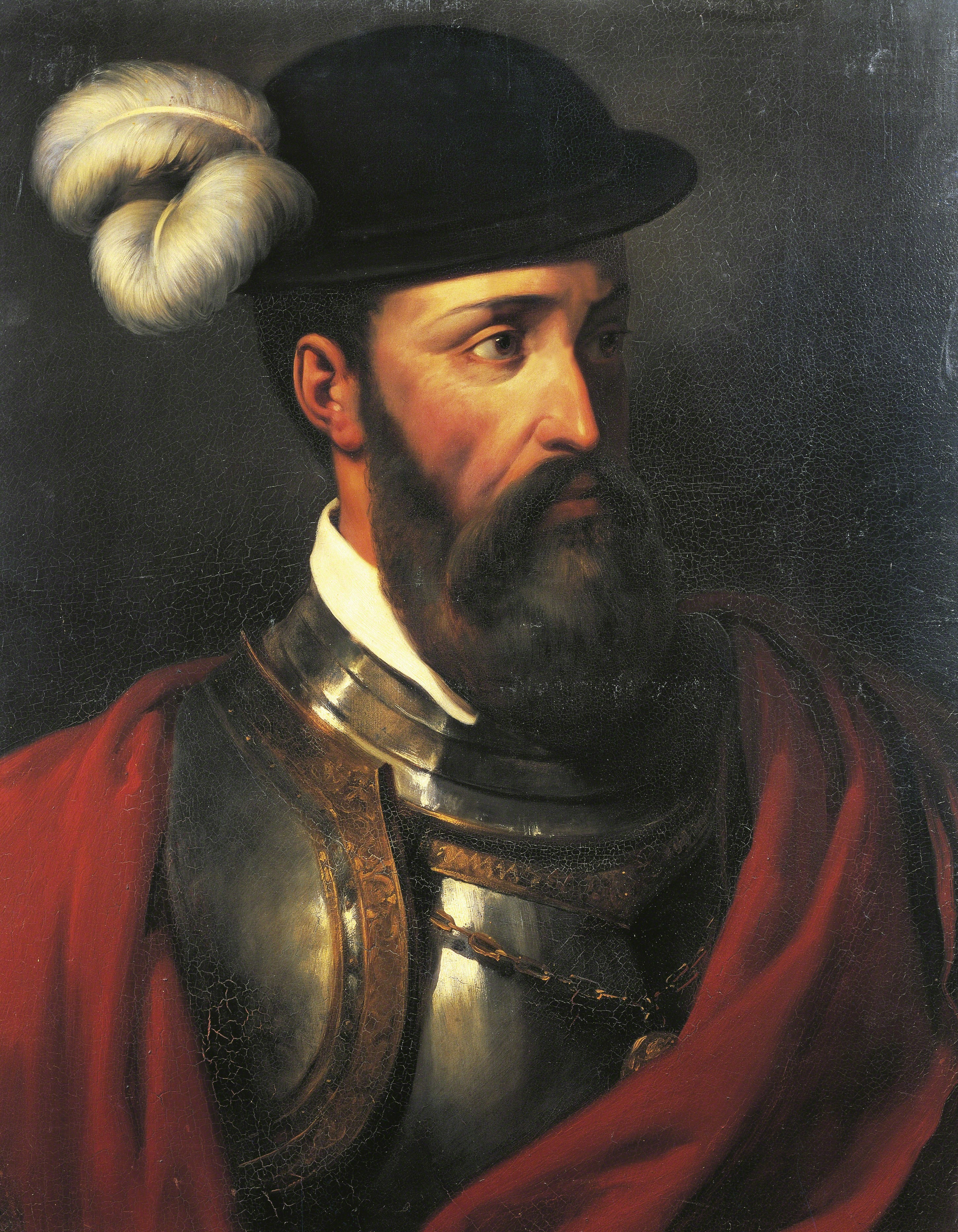
Портрет конкистадора Франциско Писарро, 1835, Версаль.